# Peter Titz
Peter Titz (* 23. Jänner 1823 in Rokytnice (Rokitnitz), einem Ortsteil von Hrubá Skála (Groß Skal); † 6. Februar 1873 in Wien) war ein Wiener Orgelbauer.

## Leben
In der ersten Hälfte des 19. Jahrhunderts hatte der Wiener Instrumentenbauer Jacob Deutschmann die 1818 von Anton Haeckl erfundene Physharmonika (ein Vorläufer des Harmoniums) weiterentwickelt. Das Instrument wurde leichter spielbar und sein Tonraum größer. Mit steigender Vielseitigkeit wuchs auch die Beliebtheit der Instrumente. Peter Titz ist 1851 als Gehilfe von Jacob Deutschmann bei einer Reparatur der Orgel in der Kirche St. Mauritz in Kroměříž (Kremsier) erstmals belegt. Über seine Jugend oder Ausbildung ist nichts bekannt. Im Jahr 1852 machte er sich anscheinend kurzfristig selbstständig, übernahm jedoch schon ein Jahr später nach Jacob Deutschmanns Tod dessen Werkstatt in der Margarethengasse in Wien-Margareten und begann dort, unter seinem Namen Orgeln und Harmoniums zu fertigen. Der bedeutende ungarische Orgelbauer József Angster lernte von 1859 bis 1863 in dieser Firma sein Handwerk. Spätestens seit 1868 durfte Titz’ Unternehmen sich mit dem Titel eines k.u.k. Hoflieferanten schmücken.
Nach dem Tod von Peter Titz 1873 führte seine Gattin Anastasia (* 1815, † 1888) für einige Jahre den erfolgreichen Betrieb. 1878 wurde dieser von Teofil Kotykiewicz (* 27. April 1849, † 19. Februar 1920) übernommen, der 1879 auch Theresia Titz (* 1858, † 1934) heiratete, die jüngere Tochter von Peter und Anastasia Titz. Deren ältere Tochter Elise (* 1854, † 1912) hatte schon 1867 Carl Hesse jun., den Sohn des Orgelbauers Carl Hesse, geheiratet. Kotykiewicz, ein Sohn polnischer Einwanderer, änderte den Namen der Firma in Harmoniumfabrik Kotykiewicz, baute aber mit dem Zusatz „P. Titz. Nachfahre“, der oft in Anzeigen erscheint, auf dem guten Ruf von Titz’ Firma auf. Seitdem baute die Firma keine eigenständigen Orgeln mehr, allerdings wurden in manchen ihrer teuersten Druckwindharmoniums Orgelregister integriert.

## Werkliste (Auswahl)
Mit Titz’ Namen sind zumindest die sieben hier gelisteten Orgeln verbunden, von denen vier noch erhalten sind. Des Weiteren hatte er auch Entwürfe für neue Orgeln in der Wiener Hofburgkapelle und der Wiener Hofoper eingereicht, war dabei aber nicht zum Zug gekommen. Ein Harmonium von Peter Titz befindet sich in der Sammlung des Technischen Museums Wien, eine Physharmonika von ihm soll sich in der Sammlung alter Musikinstrumente des Kunsthistorischen Museums Wien befinden, ein weiteres Harmonium im Smidt Múzeum in Szombathely.
| Jahr      | Ort                                   | Gebäude                                         | Bild | Manuale | Register | Bemerkungen                                                           |
| --------- | ------------------------------------- | ----------------------------------------------- | ---- | ------- | -------- | --------------------------------------------------------------------- |
| 1856      | Großbetschkerek                       | Piaristenkirche (Gymnasialkirche, Szent István) |      |         |          |                                                                       |
| unbekannt | Écs                                   | Pfarrkirche St. Stephan (Szent István)          |      | II/P    | 11       | Erhalten. Einziges Register des zweiten Manuals ist ein Harmonium 8'. |
| vor 1860  | Nagycenk                              | Pfarrkirche St. Stephan (Szent István)          |      | II/P    | 20       | Ursprünglich für das Kärntnertortheater, erhalten.                    |
| 1863/64   | Innere Stadt (Wien)                   | Deutschordenskirche                             |      | I       | 9        | Mehrfach umgebaut und erweitert, heute 18 Register.                   |
| 1863      | Nuštar (Gespanschaft Vukovar-Syrmien) | Pfarrkirche zum Heiligen Geist (Duha Svetoga)   |      | I       | 8        | Erhalten                                                              |
| 1865      | Laab im Walde                         | Pfarrkirche St. Koloman                         |      | I       | 7        | Für den Neubau der Kirche, 1927 ersetzt.                              |
| 1867      | Wieden (Wien)                         | Pfarrkirche St. Elisabeth                       |      | II/P    | 24       | Für den Neubau der Kirche, 1902 ersetzt.                              |
| 1869      | Rappoltenkirchen                      | Pfarrkirche Rappoltenkirchen                    |      | I       | 8        | Erhalten.                                                             |